# Förintelsen och förnekarna
Förintelsen och förnekarna (ty. In Auschwitz wurde niemand vergast, dvs. I Auschwitz blev ingen gasad) är en bok som polemiserar mot förintelseförnekare, författad av Markus Tiedemann 1996, och översatt och utgiven på svenska 2004.